# Cecil B. Day Butterfly Center
Koordinaten: 32° 49′ 54,8″ N, 84° 51′ 14,3″ W
Das Cecil B. Day Butterfly Center ist ein Schmetterlingszoo im Harris County im US-Bundesstaat Georgia, der sich südlich der Stadt Pine Mountain in der Parkanlage Callaway Gardens befindet.

## Geschichte
Das Schmetterlingszentrum geht auf die Initiative von Cecil B. Day zurück, der die Hotelkette Days Inn gegründet hatte. Zehn Jahre nach seinem Tod wurde es 1988 von seiner Witwe Deen Day Sanders zu Ehren ihres verstorbenen Ehemanns eröffnet und trägt den Namen des Gründers. Es nimmt eine führende Rolle für eine vorbildliche Energie- und Umweltgestaltung ein und wurde 2004 mit dem Zertifikat für Leadership in Energy and Environmental Design (LEED) ausgezeichnet. Das Schmetterlingszentrum wurde 2005 von Grund auf restauriert, sodass ein erneuertes Ökosystem wächst. Die Flora und Fauna ist einem ständigen Wechsel unterzogen. Die Lobby des Cecil B. Day Butterfly Centers enthält eine Vielzahl von Kunstwerken sowie einen Souvenirladen.

## Anlagen

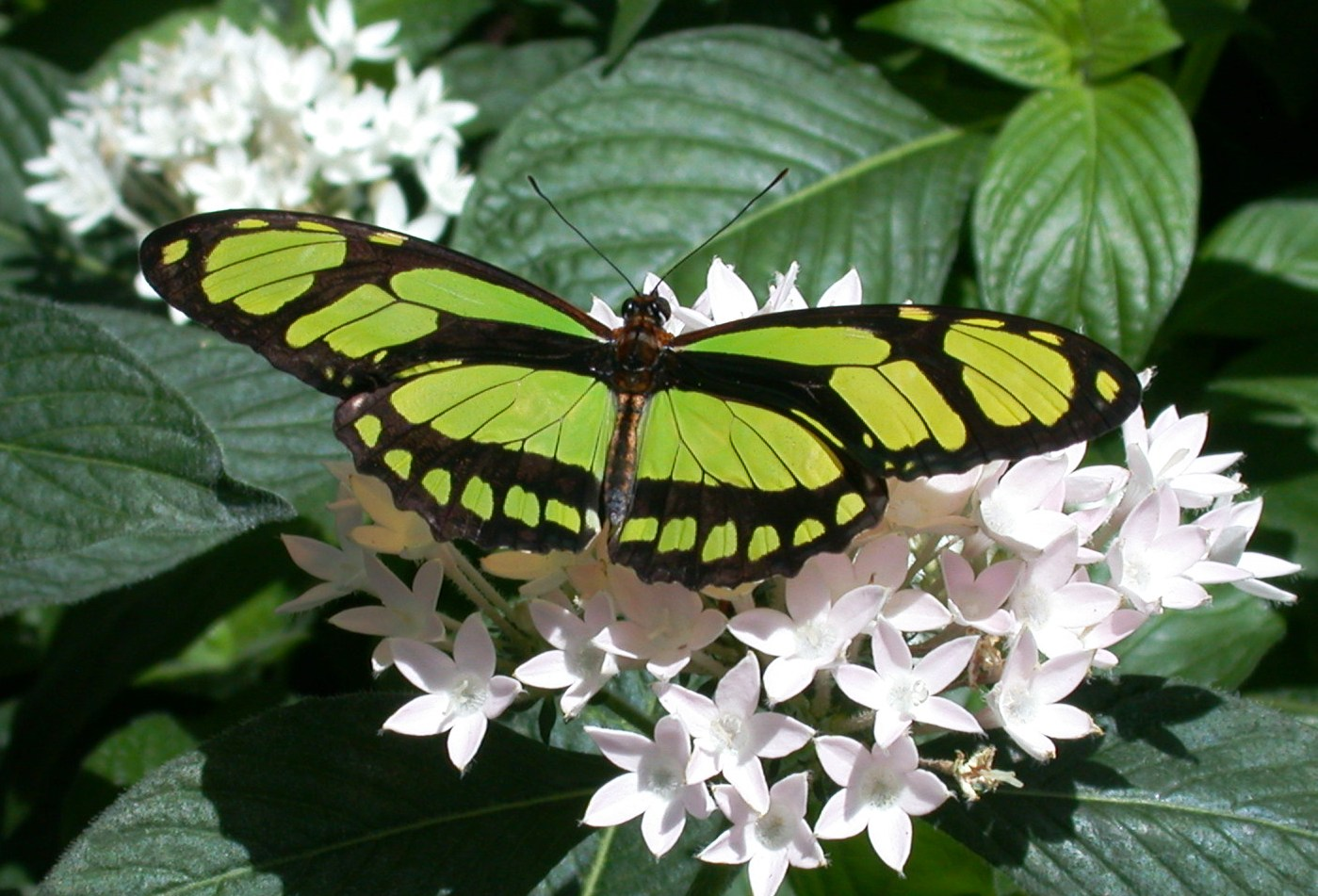
Philaethria dido im Schmetterlingshaus

Das Schmetterlingszentrum befindet sich innerhalb der Anlagen der Callaway Gardens. In der mit Glas verkleideten ca. 650 Quadratmeter großen Tropenhalle fliegen bis zu 1000 Schmetterlinge. Die Halle ist mit Wasserfällen sowie mit üppiger Vegetation (ca. 60 Pflanzenarten) ausgestattet, so dass die Schmetterlinge Flüssigkeit und Nahrung von den Blüten aufnehmen können und Raupen auch ihre Nahrungspflanzen finden. Der Raum unter der Kuppel wird mit 70 % Luftfeuchte und einer Temperatur von 29 °C klimatisch konstant gehalten, was den Bedingungen im Regenwald entspricht. Außer den 50 bis 100 Arten von Schmetterlingen befinden sich auch Papageien und andere tropische Vögel in der Halle. Etwa 30 % der gezeigten Schmetterlinge werden im eigenen Haus gezüchtet. Der Rest stammt von Schmetterlingsfarmen in den tropischen Regenwäldern Malaysias, der Philippinen sowie aus Mittel- und Südamerika. Da es sich dabei um exotische Arten handelt, wurde ein System eingerichtet, um sicherzustellen, dass diese nicht entkommen und die einheimischen Arten schädigen können. Sobald ein Besucher eintritt, wird ein Luftstrom von einem Gebläse als Sperre an der Tür erzeugt, um das Entkommen von Schmetterlingen zu verhindern. Außerhalb des Gebäudes befinden sich natürliche Blumenwiesen, die ausschließlich einheimische Schmetterlinge anziehen sollen.